# 해외방송정보국

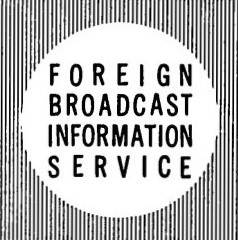

해외방송정보국(Foreign Broadcast Information Service, FBIS)은 중앙정보국 과학기술총괄본부의 오픈 소스 인텔리전스 부서였다. 이곳은 미국 연방 정부 내에서 미국 외부의 미디어 소스로부터 공개적으로 이용 가능한 뉴스 및 정보를 모니터링, 번역 및 배포했다. 본부는 버지니아주 로슬린에 있었고, 나중에는 레스턴으로 이전했으며, 전 세계에 약 20개의 모니터링 스테이션을 운영했다. 2005년 11월, FBIS가 새로 설립될 오픈 소스 센터로 전환되어 공개적으로 이용 가능한 정보의 수집 및 분석을 담당하게 될 것이라고 발표되었다.

## 역사
1941년 2월 26일, 루스벨트 대통령은 연방 통신 위원회의 권한 하에 해외방송감시국(Foreign Broadcast Monitoring Service, FBMS)을 설립하기 위해 15만 달러를 할당하도록 지시했다. FBMS의 임무는 추축국이 미국으로 송출하는 단파 선전 라디오 프로그램을 녹음, 번역, 전사 및 분석하는 것이었다. 첫 번째 모니터링 스테이션은 1941년 10월 포틀랜드 (오리건주)에 설립되었다.

### 해외방송정보국 (Foreign Broadcast Intelligence Service)

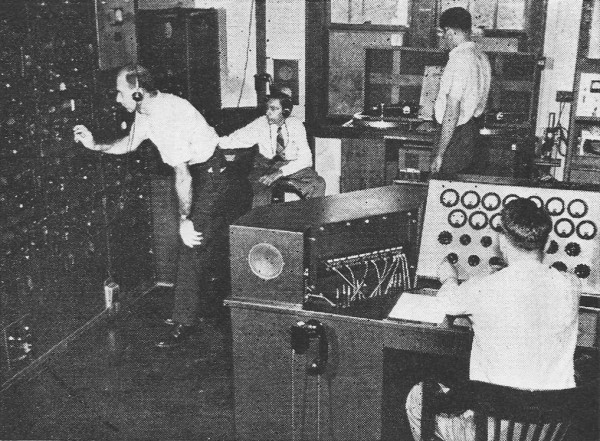
1945년 1월 외국 방송을 듣고 있는 FBIS 직원들

1941년 12월 진주만 공격 이후 1년, 이 시스템은 중요성을 더해갔고 부분적으로는 전쟁 기관처럼 들리도록 해외방송정보국(Foreign Broadcast Intelligence Service)으로 이름을 변경했다.
4개의 다른 청취 센터에서 단파 방송을 플라스틱 디스크에 녹음했다. 선별된 자료는 전사 및 번역되어 주간 보고서와 함께 전쟁 기관에 전송되었다. 이 특별 보고서에는 도쿄 라디오의 미국 대상 인종 선전, 일본 내 지하 운동 및 사기, 새로운 나치 미국 군인 초상화와 같은 특별한 제목이 포함되었다. 모니터링된 방송국에는 여러 국가의 공식 방송국과 자칭이 아닌 "블랙" 방송국이 포함되었다. 이 블랙 방송국들은 미국 중서부의 방송국인 척하면서 프랭클린 D. 루스벨트 대통령에 대한 공격을 방송했다. 이 전술은 인종적 긴장과 다른 문제들을 부추기는 데 사용되었다.

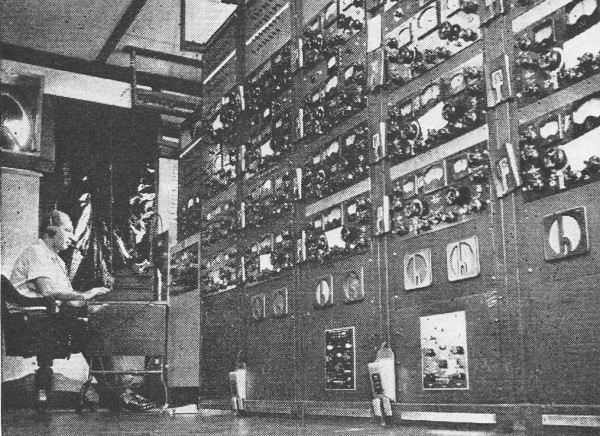
1945년 FBIS 라디오 녹음 장비

아돌프 히틀러, 요제프 괴벨스, 요아힘 폰 리벤트로프, 베니토 무솔리니, 필리프 페탱, 피에르 라발 등 여러 인물의 연설과 녹음이 모니터링되었다. 또한 프레드 W. 칼텐바흐, 더글러스 챈들러, 에드워드 레오 딜레이니를 포함한 미국 시민들의 독일 라디오 방송, 그리고 도쿄 로즈의 뉴스 보도와 논평을 포함한 일본 또는 일본 점령지에서의 방송도 모니터링되었다. FBIS는 반나치 군사 단체를 대표한다고 주장하는 독일어 방송국, 반나치 "가톨릭" 방송국, 윈스턴 처칠을 공격하는 영어 방송국 등 총 60개의 블랙 방송국을 추적했다.

### 해외방송정보국 (Foreign Broadcast Information Service)
제2차 세계 대전 종료 후 전략사무국이 해체되면서 이 서비스는 미국 육군부로 이관되었다. 다른 많은 전시 조직처럼 이 서비스도 해체 위기에 처했다. 해체 가능성은 여러 방면에서 맹렬히 비판받았고, 이는 서비스의 존속을 보장하는 데 도움이 되었다. 해리 S. 트루먼 대통령이 1946년 1월 22일 대통령 지침에 따라 중앙정보국장의 지휘 아래 중앙정보단을 창설했을 때, FBIS는 그 단체의 일부가 되었다.
1946년에 서비스는 해외방송정보국(FBIS)으로 개명되었고, 1947년 국가보안법에 따라 중앙정보국(CIA)이 설립되면서 그 조직의 일부가 되었다. 원래 임무는 전쟁 경험을 통해 이미 "거의 성숙하고 훈련되고 규율 잡힌" 조직이 되어가던 것을 바탕으로 라디오 및 언론 기관 모니터링에 중점을 두었다.
쿠바 미사일 위기와 전략무기제한협정에 대응하여, FBIS는 모든 국가의 비밀 및 암호화된 메시지를 모니터링하고, "모든 채널"과 "모든 통화"로 긴급 메시지를 즉시 방송할 수 있는 방송 매체 연락 지점을 조정하는 임무를 맡았다.
1967년, 서비스의 임무는 라디오, 텔레비전 및 인쇄 매체를 통해 전송되는 해외 대중 매체를 포함하도록 확대되었다.

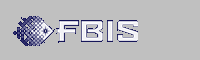
2000년대 FBIS 로고.

2007년, 리덱스는 해외방송정보국(FBIS) 일일 보고서, 1941–1996이라는 디지털 에디션을 만들 계획을 발표했다. 2017년 3월 현재, 이 컬렉션은 리덱스 유료 구독을 통해 온라인으로 이용 가능하며, 1974–1996년 일일 보고서 부록도 마찬가지이다.
FBIS는 2005년에 CIA 내 오픈 소스 센터(OSC)가 되었고, CIA는 2013년에 OSC에 대한 대중 접근을 중단했다.

## 서비스
FBIS는 전 세계에 약 20개의 방송국, 일반적으로 지국이라고 불리는 곳을 운영했다. 이 방송국들은 미국 대사관/영사관 또는 군사 지휘부의 부속 기관으로 운영되었다. 지국들은 세계 상황과 현지 상황에 따라 다양한 시기에 개설되거나 폐쇄되었다. 이 방송국들은 은밀히 운영되지 않았으며, 주최국 정부의 동의하에 운영되었다. 또한, 몇몇 지국은 키웨스트 (플로리다주), 바히아 수시아 (푸에르토리코), 파나마 운하 지대 등 미국이 소유하거나 관리하는 영토에 위치했다. 방송국 직원들은 미국 시민과 외국인으로 구성되었으며, 해외 오픈 소스 자료의 수집, 번역 및 배포를 담당했다. 위치와 인쇄 매체의 가용성에 따라, 이 직원들은 하나 이상의 언어 번역을 담당했을 수도 있다. 전 세계에 수많은 인쇄/라디오/TV/위성 소스가 있었기 때문에 FBIS는 모든 오픈 소스 자료를 수집하지 않고, 미국 정보공동체의 요구 사항을 충족하는 소스만 수집했다.
해외에서 이루어진 번역 외에도, 시간 민감도가 낮은 대량의 자료는 로슬린과 레스턴에 있는 FBIS 본부로 보내져 보다 상세한 번역이 이루어졌다.
내부 FBIS 직원뿐만 아니라 약 700명의 독립 계약자도 고용되었다.

### 합동 출판물 연구 서비스
합동 출판물 연구 서비스(Joint Publications Research Service, JPRS)는 미국 정부가 국방부 자금으로 설립한 기관으로 FBIS에 흡수되었지만 자금과 인력은 이전되지 않았다. 실제적으로 1970년에 대규모 운영(1957년 이래 80,000건의 보고서)을 중단했다. JPRS 번역본은 1995년에 FBIS 일일 보고서와 합쳐졌고, 1997년까지 FBIS 하에서 거의 완전히 축소되었다.
FBIS에 따르면, 현재 및 과거 JPRS 보고서는 월드 뉴스 커넥션을 통해 접근할 수 있다. 2012년, 뉴스뱅크의 한 부서인 리덱스는 합동 출판물 연구 서비스(JPRS) 보고서, 1957–1994라는 디지털 에디션을 출시하기 시작했다. 2022년 현재, 이 자료는 일부 대학 도서관을 통해 접근할 수 있다.
임페리얼 전쟁 박물관에 따르면, JPRS는 미국 상무부에서 운영되는 중앙정보국 작전이었다.

## 고객
FBIS가 제공한 자료는 미국 정보공동체뿐만 아니라 수많은 정부, 외교 및 군사 조직의 700개 이상의 수신자에게 배포되었다.
FBIS가 제공한 자료는 공개적으로 이용 가능한 라디오 및 TV 방송에서 나온 것이었지만, 저작권법 때문에 미국 국민에게는 자유롭게 제공되지 않았다.

## 뉴스에서

### 예산 삭감으로부터 FBIS 구하기
미국 과학자 연맹은 1997년 FBIS를 예정된 예산 삭감으로부터 구하기 위한 성공적인 캠페인을 시작했다. 캠페인 동안 FBIS는 당시 학계에서 "미국 정보 공동체에서 가장 가성비가 좋은 기관"으로 묘사되었다.

### 래리 친 스파이 사건
래리 우타이 친은 1952년부터 1981년까지 FBIS에서 일했으며 중국에 기밀 문서를 판매했다.

## 유사 조직

### 오스트레일리아
- 국가정보실 오픈 소스 센터

### 영국
- BBC 모니터링

### 지정 각주
1. ^  Glasser, Susan B. (2005년 11월 25일). “Probing Galaxies of Data for Nuggets: FBIS Is Overhauled and Rolled Out to Mine the Web's Open-Source Information Lode”. 《The Washington Post》. A35면.

## 더 읽어보기
- 브레킨리지, 스콧 D. (1986), The CIA and the US Intelligence System. 미국 정보 공동체의 구조에 대해.
- 로언설, 마크 M. (8판, 2020), Intelligence: From Secrets to Policy. 정책 수립에서 정보의 역할에 대해.
- 리첼슨, 제프리 T. (2002), The Wizards of Langley ISBN 0-81334-059-4. CIA 과학기술국에 대해.
- 슐스키, 에이브럼 N. 및 게리 제임스 슈미트 (1991), Silent Warfare ISBN 1-57488-345-3. 정부 정보와 관련된 기본 개념 및 문제에 대해.
- "정보 시대의 OSINT(오픈 소스 인텔리전스) 바다 항해하기" by 스티븐 C. 메르카도. Studies in Intelligence vol. 48, no. 3, 2004.
- "오픈 정보와 비밀의 구분 재검토" by 스티븐 C. 메르카도. Studies in Intelligence, vol. 49, no. 2, 2005
- "FBIS와 BBC 오픈 소스 미디어 보도 범위, 1979–2008" by 칼레프 리타루. Studies in Intelligence, Vol. 54, no.1, 2010